# EV Zug
Der Eissportverein Zug (kurz EV Zug oder EVZ) ist ein Schweizer Eishockeyclub aus Zug, der in der National League spielt. In der Saison 2021/22 feierte der EVZ seinen dritten Titel der Vereinsgeschichte. Der Club trägt seine Heimspiele in der Bossard Arena aus.

## Geschichte
1967 entstand der EV Zug aus dem 1953 gegründeten Baarer Schlittschuhclub (BSC). Der Zweitligist aus Baar zog damals auf die neue Kunsteisbahn im Stadtzuger Hertiquartier um. Am 26. November 1967 wurde die Herti-Eisbahn mit einem Turnier eröffnet. Der EV Zug gewann gegen den EHC Arosa mit 5:4 und besiegte am nächsten Tag, verstärkt durch den Neuenburger Orville Martini, den SC Bern vor 3500 Zuschauern mit 6:5.

### Die 1970er-Jahre – Aufstiegskandidat für die NLA
Der EV Zug startete 1967/68 in der 2. Liga und schaffte bereits zwei Jahre später den Aufstieg in die 1. Liga. 1969/70 startete der Verein in die erste 1.-Liga-Saison ohne grosse Ambitionen. Doch das Potential dieses Teams war enorm, und nach einer Siegesserie von neun Spielen war der EVZ bereits ein Aufstiegskandidat. Mannschaftsintern beschloss man mit dem Aufstieg noch zu warten, da noch kein eigener Nachwuchs vorhanden und die Eisbahn erst seit drei Jahren offen war. Die folgenden Jahre wurden wenig ambitioniert in der 1. Liga absolviert. 1973/74 startete der EV Zug mit einer Star-Truppe Richtung NLB, unter anderem mit Torhüterlegende Gérald Rigolet, Paul Probst, Heinz Jenni, Oskar Huber und Spielertrainer Reto Stuppan. Die legendären «Stuppan-Boys» schafften am 9. März 1974 den Aufstieg in die NLB mit einem 4:3-Heimsieg gegen den EHC Uzwil vor 6795 Zuschauern. Bereits in der ersten NLB-Saison 1974/75 gewannen die Zuger die NLB-Ostgruppe überlegen. Doch der verletzungsbedingte Ausfall Rigolets stoppte den Aufwärtstrend, und man scheiterte am EHC Biel in den Aufstiegsspielen. Auf die Saison 1975/76 gelang den Zugern mit der Verpflichtung von Jorma Peltonen, dem besten finnischen Scorer aller Zeiten, ein Transfercoup. Wiederum gewann der EVZ die Gruppenphase und schaffte mit einem atemberaubenden 7:6-Sieg gegen den Zürcher SC im Hallenstadion den Aufstieg in die NLA. Bis fünf Minuten vor Ende der Partie lagen die Zuger 5:6 im Rückstand, konnten aber durch Peltonen zwei Minuten vor Schluss ausgleichen und 22 Sekunden vor Ende der Partie durch Jenni sogar den vielumjubelten 7:6-Siegtreffer erzielen. Nur zehn Jahre nach der Gründung war der EV Zug damit in der höchsten Schweizer Liga angelangt.
Mit grossen Erwartungen wurde auch die erste Saison in der NLA in Angriff genommen. Jorma Peltonen war neuer Spielertrainer und ersetzte Reto Stuppan, der die Zuger von der 1. Liga bis in die NLA geführt hatte. Zum Auftakt gegen Bern kamen 8357 Zuschauer, womit das Stadion ausverkauft war. Der EVZ verlor das Spiel jedoch mit 0:3, und bis zum ersten Sieg sollten noch vier weitere Spiele folgen. Die Euphorie und Erwartungen an den EVZ waren riesig. Die Mannschaft konnte diese jedoch nicht erfüllen. Aufgrund mangelnder Qualität in der Offensive verlor der EVZ viele Spiele knapp mit einem oder zwei Toren Unterschied. Mit dem achten Tabellenplatz am Saisonende musste sich der EVZ nach nur einem Jahr im Oberhaus wieder in die NLB verabschieden. Die folgenden zwei Spielzeiten 1977/78 und 1978/79 spielte der EVZ wieder in der NLB recht erfolgreich und wurde zweimal NLB-Vizemeister, jedoch ohne wirkliche Aufstiegschancen.

### Die 1980er-Jahre – Graue Maus und erneuter Aufstieg
In Zug redete man von Neuaufbau und verpflichtete mit Jürg Schafroth einen jungen Sportlehrer als neuen Trainer. Doch statt Fortschritten folgte der Absturz in die Mittelmässigkeit. Schafroth entpuppte sich als Theoretiker, der von der Mannschaft nie akzeptiert wurde. Man schloss die Saison 1979/80 auf dem fünften Rang ab. Auf die Saison 1980/81 machten die Zuger einen weiteren Fehler. Sie verpflichteten anstelle von Schafroth den schon einmal beim EVZ gescheiterten Jorma Peltonen. Ein achter Platz war die Folge, und in den Abstiegsspielen konnte man sich gerade vor einem Abstieg retten, woraufhin Trainer und Präsident zurücktraten. Die Turbulenzen beim EVZ gingen weiter, und die Zuger stürzten im freien Fall in die 1. Liga. Der neue Präsident und Chefarzt Georg Keiser hatte nicht nur einen sportlich schwer kranken Patienten übernommen, sondern auch noch einen Schuldenberg von 430'000 Schweizer Franken.
Mit einem Budget von etwas mehr als einer halben Million Schweizer Franken nahm der Absteiger einen neuen Anlauf. Nachdem Ruhe im Verein eingekehrt war, wurde František Dum, ein tschechoslowakischer Spitzentrainer, verpflichtet, der den EV Zug wieder nach oben führte. Am 4. März 1983 war der EVZ wieder in die NLB aufgestiegen. Nach 22 Siegen in ebenso vielen Spielen beendete der EVZ die Meisterschaft am 12. Februar auf dem souveränen ersten Platz ohne Verlustpunkt.
Zur NLB-Saison 1983/84 gelang den Zugern mit dem Transfer von Ivan Hlinka, einem der besten Eishockeyspieler aller Zeiten und tschechoslowakischer Nationalheld, ein erneuter Coup. Trotzdem konnte man sich nicht in der oberen Tabellenhälfte etablieren. Erst als 1986/87 Andy Murray das Traineramt übernahm, den nötigen Kampfgeist mitbrachte und mit Colin Muller, Don Laurence und John Fritsche eine spielstarke Sturmreihe bildete, gelang in der Aufstiegsserie gegen den Zürcher SC, die mit 3:1 Spielen gewonnen wurde, der sensationelle und eher überraschende Aufstieg in die NLA.
Im Gegensatz zum ersten Aufenthalt in der NLA stieg die Mannschaft nicht gleich wieder ab, sondern sicherte sich den angestrebten Ligaerhalt schon lange vor Schluss. Die zweite NLA-Saison in der EVZ-Geschichte 1987/88 hatte man also problemlos gemeistert, und auch die Saison 1988/89 bereitete keine allzu grossen Sorgen. Das Resultat war ein fünfter Platz in der Qualifikation und das Viertelfinal-Aus in den Playoffs gegen den HC Ambrì-Piotta. Jedoch hatten die Zuger vor Saisonbeginn den Abgang von Trainer Andy Murray zu verdauen, der dem Ruf der National Hockey League gefolgt war und als Assistenztrainer bei den Philadelphia Flyers angeheuert hatte.

### Die 1990er-Jahre – Der erste Meistertitel
1989/90 übernahm Fredy Egli das Amt als neuer EVZ-Präsident, und er sollte den Verein zu einem der erfolgreichsten im Land formen. In den folgenden vier NLA-Spielzeiten qualifizierten sich die Zuger zwar immer für die Playoffs, scheiterten jedoch stets im Viertelfinal. Erst in der Saison 1993/94 führte Björn Kinding den EVZ nach einem hervorragenden vierten Platz in der Qualifikation in den Playoff-Halbfinal. Im Duell gegen Fribourg-Gottéron mit den Olympiasiegern Wjatscheslaw Bykow und Andrei Chomutow schied der EVZ allerdings aus. In der folgenden Saison setzten die Akteure auf dem Eis zu neuen Höhenflügen an. Unter dem neuen Trainerduo Jim Koleff und Sean Simpson und spielerischer Regie von Ken Yaremchuk, Tom Fergus und Misko Antisin erreichte man den ersten Platz in der Qualifikation. Im Playoff-Final wurde der EVZ erst vom Serienmeister EHC Kloten gestoppt. Trotz der 1:3-Niederlage wurde der erste Vizemeistertitel euphorisch gefeiert. In der Saison 1995/96 konnte sich der EVZ auf den vorderen Positionen festsetzen, als der Club Vierter der Qualifikation wurde und im Halbfinal gegen den SC Bern ausschied. Ein Jahr später spielten die «Koleff-Boys» mit dem zweiten Platz in der Qualifikation wieder eine gute Saison und waren offensiv mit Wes Walz und Bill McDougall stark bestückt. Aber auch sie konnten dem EVZ nicht zum ersten Meistertitel verhelfen. Wieder verlor man im Playoff-Final, diesmal mit 1:3 gegen Bern.

Logo bis zur Saison 2009/10

1997/98 spielten die Zuger eine starke Qualifikation, die man auf dem verdienten ersten Rang abschloss. Man startete als grosser Favorit in die Playoffs, scheiterte aber fast schon im Viertelfinal gegen den SC Rapperswil-Jona und den HC Ambrì-Piotta im Halbfinal. Die Zuger retteten sich aber zweimal mit 4:3 Siegen in den Serien gegen diese Clubs. Im Final konnte man dann den HC Davos mit 4:2 Siegen bezwingen und wurde zum ersten Mal in der Klubgeschichte Schweizer Meister. Eckpfeiler des Meisterteams waren unter der Leitung von Trainer Simpson ein überragender Torhüter Ronnie Rüeger, in der Verteidigung Patrick Sutter und André Künzi, im Sturm Bill McDougall, Wes Walz, Misko Antisin, André Rötheli und Jörg Eberle. Der Zenit des Teams war jedoch überschritten, und man konnte das Meisterteam nicht zusammenhalten.
Im Juli 1998 wurde die EVZ Sport AG als Betreibergesellschaft gegründet, Fredy Egli wurde Verwaltungsratspräsident. In den folgenden Spielzeiten 1998/99 und 1999/2000 konnte der EVZ sich zwar noch zweimal für den Playoff-Halbfinal qualifizieren, schied aber ohne grosse Chancen auf den Titel aus.
Zum 21. Juli 1999 trat Egli als Präsident des EVZ sowie als VR-Präsident der EVZ Sport AG zurück. Sein Nachfolger als Präsident des Verwaltungsrates wurde August «Gusti» von Wartburg, der das Amt des Präsidenten bis 2001 bekleidete.

### Die 2000er-Jahre – Auf Fast-Abstieg folgt Simpson-Rückkehr / Beginn der Shedden-Amtszeit
In der Saison 1999/2000 wurde der Playoff-Halbfinal erreicht. 2001 (in diesem Jahr ging es nicht über den Viertelfinal hinaus) gab es beim EVZ mehrere Personalwechsel: Präsident von Wartburg (schon im März 2001) und weitere Verwaltungsratsmitglieder traten zurück, Philipp Neuenschwander wurde als Nachfolger von Kurt Halm neuer Sportchef, auch Cheftrainer André Peloffy musste seinen Posten räumen. Aufgrund der Negativentwicklung im Anschluss an den Gewinn der Meisterschaft 1998 war eine externe Arbeitsgruppe unter der Leitung von Hanspeter Brändli eingesetzt worden, die in ihrem Bericht unter anderem die Arbeit von Präsident von Wartburg kritisierte und die Spieler André Rötheli, Patrick Sutter, Dino Kessler sowie André Künzi innerhalb des Kaders als «Unruhestifter» einordnete. Brändli wurde als Nachfolger von Wartburgs im August 2001 zum neuen VR-Präsidenten gewählt.
Im Spieljahr 2001/02 war abermals im Viertelfinal Schluss. In der Saison 2002/03 sprang der EVZ erst dank einem nachträglich zugesprochenen Forfait-Sieg über Fribourg-Gottéron in der Qualifikationstabelle vom letzten auf den zehnten Tabellenrang. Fribourg hatte bei einem Sieg über Zug einen Spieler mitwirken lassen, der über keine gültige Spielberechtigung verfügte.
2003 kam Engelbert Huber ins Präsidentenamt und stiess einen Neuanfang an: Sean Simpson, der den EVZ 1998 erstmals zum Schweizer Meister gemacht hatte, kehrte als Cheftrainer zurück. Im Februar 2004 hatte man das Kader mit dem NHL-Star Claude Lemieux verstärkt. Es gelang die Playoff-Qualifikation, dort gab es das Aus im Viertelfinal gegen den späteren Titelgewinner Bern. Im April 2004 verliess Sportchef Neuenschwander den EVZ, nachdem sein auslaufender Vertrag nicht verlängert worden war. Als sein Nachfolger wurde Patrick Lengwiler eingestellt.
Die Saison 2004/05 stand unter der Einwirkung des Arbeitskampfes in der NHL. Niko Kapanen von den Dallas Stars und Mike Fisher von den Ottawa Senators verstärkten die Zuger. Der EVZ kam als Qualifikationsvierter bis in den Halbfinal, musste sich dort aber den ZSC Lions beugen.
2006 schied man im Playoff-Viertelfinal gegen Rapperswil-Jona aus. Im selben Jahr schied Engelbert Huber, der in unterschiedlichen Funktionen die vorherigen 39 Jahre für den EVZ tätig gewesen war, als Präsident des Verwaltungsrates aus, Roland Staerkle übernahm das Amt. Der Baustoff- und Stahlhändler gehörte bereits von 1993 bis 2000 der EVZ-Führungsriege an.
2007 stand man im Halbfinal Bern gegenüber und verlor, in der Saison 2007/08 (der letzten unter Sean Simpson) wurde der EVZ im Viertelfinal trotz einem 3:0-Vorsprung vom HC Davos noch aufgehalten.
Doug Shedden übernahm 2008 das Cheftraineramt von seinem Landsmann Simpson und brachte den Finnen Waltteri Immonen als seinen Co mit.

### Die 2010er-Jahre – Immer wieder Halbfinal
Shedden/Immonen führten den EVZ 2009, 2010, 2011, 2012 und 2013 jeweils in den Playoff-Halbfinal, wo stets Endstation war. Im März 2013 kam Jakub Horak als neuer Sportchef ins Amt, sein Vorgänger Lengwiler wurde zum Geschäftsführer befördert. Lengwiler entwickelte unter anderem das Konzept der Jugendakademie, in dem fortan sportliche und berufliche Ausbildung verbunden wurden. Die Akademie und das Hervorbringen von Nachwuchsspielern wurden zu Zuger Markenzeichen. In der Saison 2013/14 verpasste der EVZ die Teilnahme an der Meisterrunde, woraufhin Shedden sowie Sportchef Horak im März 2014 entlassen wurden.
Im April 2014 fand eine umfassende Änderung der Unternehmensstruktur statt: Der fortan als EVZ Holding AG betitelten Muttergesellschaft wurden mit der EVZ Nachwuchs AG (zuständig für Nachwuchsbewegung sowie zweite Mannschaft sowie Senioren- und Veteranenteams), The Hockey Academy AG (zuständig für den Betrieb der Jugendakademie), der EVZ Sport AG (zuständig für die sportlichen Aspekte der Profimannschaft) und der EVZ Management AG (unter anderem zuständig für Verwaltung und Öffentlichkeitsarbeit) vier im Jahr 2014 gegründete AGs sowie die seit 2009 bestehende EVZ Gastro AG (zuständig für die Bewirtung unter anderem bei den Heimspielen) als Tochterunternehmen angegliedert.
Der Deutsch-Kanadier Harold Kreis wurde 2014 neuer Cheftrainer, Reto Kläy folgte Horak im Amt des Sportchefs nach. In den Playoffs 2014/15 wurde man im Viertelfinal vom späteren Meister Davos aus dem Rennen geworfen. 2015 übernahm Hauptanteilseigner Hans-Peter Strebel zusätzlich das Präsidentenamt im Verwaltungsrat und folgte damit Roland Staerkle auf diesem Posten nach.
2015/16 schied der EVZ gegen Lugano im Viertelfinal der NLA-Meisterrunde aus. 2016/17 beendete Zug die Qualifikation als Tabellendritter und erreichte erstmals seit dem Gewinn des Meistertitels 1998 den Playoff-Final. Dort unterlag die Kreis-Mannschaft dem SC Bern mit 2:4 Siegen.
Die Qualifikation der Saison 2017/18 schloss der EVZ als Zweiter ab, konnte sich dann aber im Playoff-Viertelfinal nicht gegen die ZSC Lions durchsetzen und schied in der Serie mit 1:4 Siegen aus. Wenige Wochen nach dem Saisonende wurde die Trennung von Trainer Kreis bekannt gegeben. Der Deutsch-Kanadier war vier Jahre im Amt.
Ende April 2018 wurde der Norweger Dan Tangnes als Cheftrainer vorgestellt, der zuvor beim schwedischen Erstligisten HC Linköping gearbeitet hatte. Der damals 39-Jährige sollte nach Angaben des EVZ «für die Umsetzung der gewählten Strategie als ambitionierter Ausbildungsclub» sorgen. In der Champions Hockey League schied der EVZ in der Saison 2018/19 in der ersten K.-o.-Runde aus, in den Vorjahren war zweimal in der Gruppenphase (2014/15 sowie 2015/16) beziehungsweise ebenfalls in der ersten Runde der K.-o.-Phase (2016/17, 2017/18) Endstation. Am 3. Februar wurde die Mannschaft zum ersten Mal Cupsieger. Im Final wurde Rapperswil-Jona mit 5:1 bezwungen. In der Liga führte Tangnes den EVZ in seinem ersten Jahr als Trainer in die Finalserie, dort verlor die Mannschaft gegen Bern. Im Anschluss an den verlorenen Final versprach Tangnes den Zuschauern im Gespräch mit der Luzerner Zeitung den Gewinn des Meistertitels, auch Geschäftsführer Patrick Lengwiler betonte, es sei «nur eine Frage der Zeit, bis wir Meister werden».

### Die 2020er-Jahre
In der Saison 2020/21 gelang der angestrebte Erfolg: In der Qualifikation war Zug unter Trainer Tangnes Tabellenerster und bestimmte das Geschehen in der Liga. Aus 52 Spielen holte Zug 40 Siege und stellte mit 119 Punkten eine neue Bestmarke auf. In der Endspielserie setzte man sich mit 3:0 gegen Genf durch. Der Gewinn des Titels 23 Jahre nach dem ersten wurde als «grosse Erlösung» für den EV Zug eingestuft. Der Erfolg gelang mittels eines «attraktiven, mutigen und offensiven Spielsystems», das Tangnes der Mannschaft eingeimpft hatte. Zu den Stützen der Meistermannschaft zählten insbesondere Torhüter Leonardo Genoni, Spielführer Raphael Diaz, der als «Denker und Lenker» eingestufte Jan Kovář sowie Grégory Hofmann, Lino Martschini, Dario Simion, Carl Klingberg und Justin Abdelkader.
2022 erfolgte die Wiederholung des Meistertitels. Dem EVZ gelang als erster Schweizer Mannschaft das Kunststück, in der Endspielserie einen 0:3-Rückstand umzudrehen. Besiegt wurden die ZSC Lions. «Tangnes ist nicht nur Chefdirigent eines Orchesters hochbegabter und williger Hockeyspieler. Er ist Motivator und feinfühliger Zuhörer», schätzte die Luzerner Zeitung den Anteil des norwegischen Trainers am Erfolg ein.

## Männer

### Kader der Saison 2024/25
Stand: 1. Juli 2025
| Nr. | Nat.            | Spieler             | Pos. | Geburtsdatum       | im Team seit | Geburtsort                  |
| --- | --------------- | ------------------- | ---- | ------------------ | ------------ | --------------------------- |
| 30  | Schweiz         | Leonardo Genoni     | G    | 28. August 1987    | 2019         | Zürich, Schweiz             |
| 1   | Schweiz         | Tim Wolf            | G    | 25. Januar 1992    | 2024         | Zürich, Schweiz             |
| 94  | Schweiz         | Nic Balestra        | D    | 20. Juni 2005      | 2024         | Schweiz                     |
| 32  | Schweden        | Lukas Bengtsson     | D    | 14. April 1994     | 2023         | Stockholm, Schweden         |
| 16  | Schweiz Spanien | Raphael Diaz        | D    | 9. Januar 1986     | 2025         | Baar, Schweiz               |
| 6   | Schweiz         | Mischa Geisser      | D    | 26. Januar 2006    | 2019         | Sarnen, Schweiz             |
| 42  | Schweiz         | Tobias Geisser      | D    | 13. Februar 1999   | 2022         | Stans, Schweiz              |
| 19  | Schweden        | Niklas Hansson      | D    | 8. Januar 1995     | 2021         | Jonstorp, Schweden          |
| 37  | Schweiz         | Elia Riva           | D    | 21. Februar 2001   | 2023         | Claro, Schweiz              |
| 18  | Schweiz         | Dominik Schlumpf    | D    | 3. März 1991       | 2014         | Mönchaltorf, Schweiz        |
|     | Tschechien      | David Sklenička     | D    | 8. September 1996  | 2025         | Rakovník, Tschechien        |
| 14  | Schweiz         | Livio Stadler       | D    | 26. März 1998      | 2017         | Steinhausen, Schweiz        |
| 86  | Schweiz         | Robin Antenen       | LW   | 21. Mai 2006       | 2019         | Menziken, Schweiz           |
| 22  | Schweiz         | Nando Eggenberger   | W    | 7. Oktober 1999    | 2024         | Chur, Schweiz               |
| 68  | Schweiz         | Fabrice Herzog      | RW   | 9. Dezember 1994   | 2021         | Frauenfeld, Schweiz         |
| 15  | Schweiz         | Grégory Hofmann – A | C    | 13. November 1992  | 2022         | Neuenburg, Schweiz          |
| 43  | Tschechien      | Jan Kovář – C       | C    | 20. März 1990      | 2019         | Písek, Tschechoslowakei     |
| 81  | Tschechien      | Dominik Kubalík     | LW   | 21. August 1995    | 2025         | Pilsen, Tschechien          |
| 73  | Schweiz         | Mike Künzle         | W    | 26. Dezember 1993  | 2024         | Zürich, Schweiz             |
| 61  | Schweiz         | Sven Leuenberger    | C    | 18. Februar 1999   | 2018         | Hüttikon, Schweiz           |
| 46  | Schweiz         | Lino Martschini – A | RW   | 21. Januar 1993    | 2007         | Luzern, Schweiz             |
| 88  | Schweiz         | Sven Senteler       | C    | 11. August 1992    | 2015         | Zürich, Schweiz             |
| 90  | Slowakei        | Tomáš Tatar         | LW   | 1. Dezember 1990   | 2025         | Ilava, Tschechoslowakei     |
| 96  | Tschechien      | Daniel Voženílek    | F    | 10. Februar 1996   | 2024         | Pardubice, Tschechoslowakei |
| 77  | Schweiz         | Loris Wey           | C    | 24. Januar 2006    | 2019         | Cham, Schweiz               |
| 40  | Schweden        | Andreas Wingerli    | LW   | 11. September 1997 | 2023         | Lycksele, Schweden          |

Trainerstab
|             | Name            | Geburtsdatum      | Im Team seit | Geburtsort    |
| ----------- | --------------- | ----------------- | ------------ | ------------- |
| Cheftrainer | Dan Tangnes     | 3. März 1979      | 2018         | Oslo          |
| Co-Trainer  | Michael Liniger | 29. November 1979 | 2023         | Muri bei Bern |
| Co-Trainer  | Tomas Montén    | 2. November 1977  | 2024         | Borlänge      |

### Platzierungen seit 1976/77
| Saison    | Liga | Rang (Qualifikation) | Viertelfinal       | Halbfinal            | Final            | CH-Meister       |
| --------- | ---- | -------------------- | ------------------ | -------------------- | ---------------- | ---------------- |
| 1976/77   | NLA  | 8.                   | −                  | −                    | −                | SC Bern          |
| 1987/88   | NLA  | 6.                   | −                  | −                    | −                | HC Lugano        |
| 1988/89   | NLA  | 5.                   | HC Ambri-Piotta    | −                    | −                | SC Bern          |
| 1989/90   | NLA  | 6.                   | EHC Biel           | −                    | −                | HC Lugano        |
| 1990/91   | NLA  | 8.                   | SC Bern            | −                    | −                | SC Bern          |
| 1991/92   | NLA  | 5.                   | HC Ambri-Piotta    | −                    | −                | SC Bern          |
| 1992/93   | NLA  | 5.                   | HC Lugano          | −                    | −                | EHC Kloten       |
| 1993/94   | NLA  | 4.                   | SC Bern            | HC Fribourg-Gotteron | −                | EHC Kloten       |
| 1994/95   | NLA  | 1.                   | Zürcher SC         | HC Fribourg-Gotteron | EHC Kloten       | EHC Kloten       |
| 1995/96   | NLA  | 4.                   | HC Davos           | SC Bern              | −                | EHC Kloten       |
| 1996/97   | NLA  | 2.                   | SC Rapperswil-Jona | HC Davos             | SC Bern          | SC Bern          |
| 1997/98   | NLA  | 1.                   | SC Rapperswil-Jona | HC Ambri-Piotta      | HC Davos         | EV Zug           |
| 1998/99   | NLA  | 5.                   | SC Bern            | −                    | −                | HC Lugano        |
| 1999/00   | NLA  | 3.                   | EHC Kloten         | ZSC Lions            | −                | ZSC Lions        |
| 2000/01   | NLA  | 4.                   | EHC Kloten         | −                    | −                | ZSC Lions        |
| 2001/02   | NLA  | 7.                   | HC Lugano          | −                    | −                | HC Davos         |
| 2002/03   | NLA  | 10.                  | −                  | −                    | −                | HC Lugano        |
| 2003/04   | NLA  | 7.                   | SC Bern            | −                    | −                | SC Bern          |
| 2004/05   | NLA  | 4.                   | HC Genf/Servette   | ZSC Lions            | −                | HC Davos         |
| 2005/06   | NLA  | 5.                   | SC Rapperswil-Jona | −                    | −                | HC Lugano        |
| 2006/07   | NLA  | 3.                   | SC Rapperswil-Jona | SC Bern              | −                | HC Davos         |
| 2007/08   | NLA  | 4.                   | HC Davos           | −                    | −                | ZSC Lions        |
| 2008/09   | NLA  | 8.                   | SC Bern            | EHC Kloten Flyers    | −                | HC Davos         |
| 2009/10   | NLA  | 3.                   | ZSC Lions          | HC Genf/Servette     | −                | SC Bern          |
| 2010/11   | NLA  | 4.                   | HC Genf/Servette   | HC Davos             | −                | HC Davos         |
| 2011/12   | NLA  | 1.                   | EHC Biel           | ZSC Lions            | −                | ZSC Lions        |
| 2012/13   | NLA  | 3.                   | HC Lugano          | SC Bern              | −                | SC Bern          |
| 2013/14 * | NLA  | 9.                   | –                  | –                    | −                | ZSC Lions        |
| 2014/15   | NLA  | 4.                   | HC Davos           | –                    | −                | HC Davos         |
| 2015/16   | NLA  | 4.                   | HC Lugano          | −                    | −                | SC Bern          |
| 2016/17   | NLA  | 3.                   | HC Genf/Servette   | HC Davos             | SC Bern          | SC Bern          |
| 2017/18   | NL   | 2.                   | ZSC Lions          | −                    | −                | ZSC Lions        |
| 2018/19   | NL   | 2.                   | HC Lugano          | HC Lausanne          | SC Bern          | SC Bern          |
| 2019/20   | NL   | 2.                   | −                  | −                    | −                | −                |
| 2020/21   | NL   | 1.                   | SC Bern            | SC Rapperswil-Jona   | HC Genf/Servette | EV Zug           |
| 2021/22   | NL   | 1.                   | HC Lugano          | HC Davos             | ZSC Lions        | EV Zug           |
| 2022/23   | NL   | 6.                   | SC Rapperswil-Jona | HC Genf/Servette     | −                | HC Genf/Servette |
| 2023/24   | NL   | 4.                   | SC Bern            | ZSC Lions            | −                | ZSC Lions        |

## Bekannte Spieler
- Heinz Jenni (1973–1980, 1982–1984) – interner Torschützenkönig all time
- Ivan Hlinka (1983–1985)
- Don Laurence (1986–1991)
- John Fritsche senior (1986–1991)
- Colin Muller (1986–1999)
- Andreas Ritsch (1990–1994)
- Ken Yaremchuk (1990–1996)
- Misko Antisin (1990–1998)
- Tom Fergus (1993–1995)
- Bill McDougall (1995–1998)
- Wes Walz (1996–1999)
- André Künzi (1990–2002)
- Chris Tancill (1998–2004)
- Kevin Todd (1998–1999)
- Claude Lemieux (2003–2004)
- Mike Fisher (2004–2005)
- Niko Kapanen (2004–2005)
- Patrick Fischer (1992–1997, 2003–2006, 2007–2009)
- Kamil Piroš (2006–2007)
- Oleg Petrow (2004–2007)
- Josh Holden (2008–2018)
- Andrei Baschkirow
- Travis Green (2007–2008)
- Paul Di Pietro (1999–2004, 2005–2011)
- Luca Sbisa (bis 2007)
- Henrik Zetterberg (2012)
- Linus Omark (2012–2013)

### Gesperrte Trikotnummern
- # 20 Philipp Neuenschwander
- # 21 Patrick Fischer
- # 26 Reto Suri
- # 33 André Künzi
- # 57 Fabian Schnyder[30]

## Trainer
- 1967–1968  Jürg Bosshard
- 1968–1971  Walter Wipf
- 1971–1972  Derek Holmes
- 1972–1976  Reto Stuppan
- 1976–1977  Jorma Peltonen /  Dany Smit
- 1977–1978  Dany Smit /  Reto Stuppan
- 1978–1979  Stu Robertson
- 1979–1980  Jürg Schafroth
- 1980–1981  Jorma Peltonen /  Peter Gaw
- 1981–1982  Clifford Stewart /  Bruce Rolin
- 1982–1985  František Dum
- 1985–1986  Dan Hobér /  Andy Murray
- 1986–1988  Andy Murray
- 1988–1989  Billy Flynn
- 1989–1990  Per Bäckman /  Roland von Mentlen
- 1990–1991  Kent Ruhnke /  Roland von Mentlen
- 1991–1994  Björn Kinding
- 1994–1995  Jim Koleff /  Sean Simpson
- 1995–1997  Jim Koleff
- 1997–1999  Sean Simpson
- 1999–2000  Rauno Korpi /  André Peloffy
- 2000–2001  André Peloffy
- 2001–2002  Doug Mason
- 2002–2003  Doug Mason /  Sean Simpson
- 2003–2008  Sean Simpson
- 2008–2014  Doug Shedden
- 2014–2018  Harold Kreis
- 2018–2025  Dan Tangnes
- seit 2025  Michael Liniger

## Stadion
Der EV Zug ist in der Bossard Arena beheimatet, welche derzeit 7700, davon 5200 Sitzplätze, Zuschauern Platz bietet. Sie wurde auf die Saison 2010/11 hin eingeweiht und ersetzte die langjährige Spielstätte Stadion Herti.
Das Stadion Herti, welches bis 2010 vom EV Zug genutzt wurde, wurde im Jahr 1967 erbaut und bot damals Platz für 8200 Zuschauer. Der inoffizielle Zuschauerrekord stammt aus der Saison 1986/87, als angeblich 10'000 Zuschauer im Hertistadion das entscheidende Aufstiegsspiel gegen den Zürcher SC sahen, oder im Jahre 1975/76, als im Relegationsspiel zur Nationalliga A HC Arosa zu Gast war und über 9000 Besucher ins Stadion Herti strömten.

### Offizielle Zuschauerrekorde (Herti-Stadion)
| Gegner          | Zuschauerzahl | Art                  | Datum             |
| --------------- | ------------- | -------------------- | ----------------- |
| HC Ambrì-Piotta | 8500          | Ligaspiel NLA        | 6. Oktober 1987   |
| HC Davos        | 8500          | Ligaspiel NLA        | 10. November 1987 |
| SC Bern         | 8357          | Ligaspiel NLA        | 2. Oktober 1976   |
| EHC Kloten      | 8300          | Ligaspiel NLA        | 13. Oktober 1987  |
| Zürcher SC      | 8025          | Relegationsspiel NLA | 14. März 1987     |

## Frauen
Die Frauen des EV Zug haben seit den 1990er-Jahren mit unterschiedlichem Erfolg in den obersten beiden Leistungsklassen der Schweiz gespielt. In der Saison 1990/91 gelang der Aufstieg in die Leistungsklasse A, wo sich das Team in den folgenden Jahren festsetzen konnte. 2001, nur zwei Jahre nach dem zweiten Meistertitel, folgte jedoch der Abstieg in die Leistungsklasse B. Auch wenn der Klub eine Spielgemeinschaft mit dem EHC Seewen einging und bereits 2002 die Saison als B-Meister abschliessen konnte, reichte es erst im Folgejahr zum Aufstieg, denn in der Relegation 2001/02 war Lugano eine Klasse besser.
Nach dem Wiederaufstieg in die höchste Spielklasse setzte sich das Team jedoch an der Tabellenspitze fest und konnte 2004 und 2005 den Meistertitel erringen und war somit auch Teilnehmer am ersten IIHF European Women Champions Cup 2005, dem Europacup im Fraueneishockey, wo das Team die Bronzemedaille holen konnte. Am 13. März 2007 gab der Verein bekannt, dass die Damenmannschaft nach der Saison 2006/07 aufgelöst werde. Der fehlende Nachwuchs für die Damenmannschaft und die diversen Umstrukturierungen im schweizerischen Fraueneishockey in den vergangenen Jahren hatten den EVZ zu diesem Schritt bewogen. In der Folge fand das Team eine neue Heimat beim Küssnachter SC, wo es 2009 aufgelöst wurde.
Im Januar 2023 veröffentlichte die SIHF die Genehmigung des Gesuchs für ein neues Frauenteam des EV Zug in der SWHL-B für die Saison 2023/24.
| Saison    | Liga | Abschlussplatzierung                                 |
| --------- | ---- | ---------------------------------------------------- |
| 1990/91   | LK B | Aufsteiger                                           |
| 1991/92   | LK A | 4. Platz                                             |
| 1992/93   | LK A | 3. Platz                                             |
| 1993/94   | LK A | Vizemeister                                          |
| 1994/95   | LK A | 3. Platz                                             |
| 1995/96   | NL A | 4. Platz                                             |
| 1996/97   | NL A | 4. Platz                                             |
| 1997/98   | NL A | Schweizer Meister                                    |
| 1998/99   | NL A | Schweizer Meister                                    |
| 1999/2000 | NL A | 3. Platz                                             |
| 2000/01   | NL A | 6. Platz (Absteiger)                                 |
| 2001/02   | LK B | 1. Platz (Niederlage in der Relegation gegen Lugano) |
| 2002/03   | LK B | 1. Platz (Aufsteiger)                                |
| 2003/04   | LK A | Schweizer Meister                                    |
| 2004/05   | LK A | Schweizer Meister                                    |
| 2005/06   | LK A | Vizemeister                                          |
| 2006/07   | LK A | Vizemeister                                          |